# Municipio de Cherryhill
El municipio de Cherryhill (en inglés: Cherryhill Township) es un municipio ubicado en el condado de Indiana en el estado estadounidense de Pensilvania. En el año 2000 tenía una población de 2.842 habitantes y una densidad poblacional de 22.5 personas por km².

## Geografía
El municipio de Cherryhill se encuentra ubicado en las coordenadas 40°38′32″N 79°00′26″O / 40.64222, -79.00722.

## Demografía
Según la Oficina del Censo en 2000 los ingresos medios por hogar en la localidad eran de $35,909 y los ingresos medios por familia eran de $40,847. Los hombres tenían unos ingresos medios de $32,049 frente a los $22,045 para las mujeres. La renta per cápita de la localidad era de $14,910. Alrededor del 8,5% de la población estaba por debajo del umbral de pobreza.